# Bitka za Pell's Point
Bitka pri Pell's Pointu (18. oktober 1776), znana tudi kot Bitka pri Pelhamu, je bil spopad med britanskimi in ameriškimi četami med newyorško in newjerseyjsko kampanjo  med ameriško revolucionarno vojno. Spopad se je zgodil na območju, ki je danes del parka Pelham Bay (in sicer na golf igrišču Split Rock in golf igrišču Pelham Bay) v Bronxu, mestu  New York in vaseh Pelham Manor in Pelham,  v okrožju Westchester, New York.
12. oktobra so britanske sile izkrcale pri [hrogs Neck, da bi izvedle bočni manever, s katerim bi ujeli generala Georga Washingtona, vrhovnega poveljnika ameriških revolucionarnih sil in glavnino kontinentalne armade na otoku Manhattan. Američani so preprečili izkrcanje in general Sir William Howe, vrhovni poveljnik britanskih sil v Severni Ameriki, je iskal drugo lokacijo vzdolž Long Island Sounda za izkrcanje svojih čet. 18. oktobra je v Pelhamu (vas), New York, izkrcal 4.000 mož, 3 km severno od Throgs Necka. V notranjosti je bilo 750 mož iz brigade pod poveljstvom ameriškega polkovnika Johna Gloverja. Glover je svoje čete postavil za vrsto kamnitih zidov in napadel britanske prve enote. Ko so Britanci zavzeli vse ameriške položaje, so se ameriške čete umaknile in se reorganizirale za naslednjim zidom. Po več takih napadih so Britanci prenehali z napadi, Američani pa so se umaknili. Naslednji dan se je Glover s svojo vojsko umaknil v mesto Yonkers.
Bitka je dovolj dolgo zadržala britanske premike, da je Washington lahko premaknil glavno vojsko v White Plains, New York in se izognil obkolitvi na Manhattnu. Potem, ko je izgubil proti Britancem v bitki pri White Plains in izgubil Fort Washington, se je Washington umaknil čez New Jersey v Pensilvanijo.

## Izgube
Ameriške žrtve so bile 8 ubitih in 13 ranjenih. Britanske in hessejske žrtve niso znane. Howejeva uradna depeša navaja britanske žrtve kot 3 ubite in 20 ranjenih, čeprav poročilo ni vključevalo hesssenskih žrtev. Ker so Hessenci predstavljali večino izkrcanih sil, je razumno pričakovati, da so predstavljali večino žrtev. V naslednjih nekaj dneh so Američani na podlagi podatkov, zbranih od britanskih dezerterjev, ocenili, da so Britanci izgubili med 800 in 1000 ubitih ali ranjenih, kar je verjetno pretiravanje. Polkovnik Loammi Baldwin (častnik in ljubitelj sadja, čigar slava izvira iz jabolka Baldwin), ki je bil prisoten v bitki, je ocenil, da so Američani ubili 200 Britancev in Hessencev, vendar zgodovinar David McCullough pravi, da je bilo to "nedvomno pretiravanje". Zgodovinar George Athan Billias trdi v prid Baldwinovim ocenam, deloma zaradi potrditvenega priznanja še enega britanskega dezerterja. Ne glede na to so bile skupne britanske in hessenske žrtve skoraj zagotovo večje od ameriških.